# Platycephalus bassensis
Espèce
Platycephalus bassensis est une espèce de poissons marins appartenant à la famille des Platycephalidae.

## Distribution
Platycephalus bassensis se rencontre le long des côtes sud de l'Australie et des côtes nord de la Nouvelle-Zélande.

## Description
Platycephalus bassensis a un corps long et fin avec une tête large et plate. Il est brun pâle ou tacheté sur le dessus et blanc sur le dessous avec parfois quelques taches rouge brun le long des flancs. Il a une tache sombre sur la queue, ce qui permet de l'identifier parmi les platycéphales. Le corps est à la fois recouvert d'écailles et d'un mucus particulièrement visqueux et protecteur à l'instar des poissons dépourvus d'écailles. Les opercules présentent chacun deux épines particulièrement acérées qui peuvent infliger de profondes blessures.
Platycephalus bassensis dépasse les 50 cm pour un poids supérieur à 2 kg, ce qui correspond à un âge de 16 ans.

## Habitat
Platycephalus bassensis vit dans les eaux côtières des baies et anses peu profondes jusqu'à une profondeur de 100 m, sur les fonds sableux, détritiques ou vaseux. Les individus sont en général solitaires mais peuvent former des bancs lâches.

## Alimentation
Platycephalus bassensis est à la fois un fouisseur actif et un prédateur à l'affût, pour se nourrir de poissons et de crustacés. Il peut aussi adopter un comportement de charognard.

## Reproduction
Platycephalus bassensis se reprododuit de septembre à février dans les baies côtières.